# Martin Donnelly
Hugh Peter Martin Donnelly (ur. 26 marca 1964 w Belfaście) – kierowca wyścigowy.
Po dobrych występach w Formule 3 oraz Formule 3000 Donnelly zadebiutował w Formule 1 w 1989 w Grand Prix Francji w zespole Arrows, gdzie zajął 12. miejsce. W sezonie 1990 startował w Lotusie. Podczas kwalifikacji do Grand Prix Hiszpanii na torze Jerez miał bardzo groźny wypadek, podczas którego wypadł z samochodu. Był ranny, ale przeżył. Wypadek ten zakończył jego karierę w Formule 1.
Następnie był szefem zespołu startującego w Formule Vauxhall.
W 2004 roku startował Mazdą RX-8 w wyścigu 24h Britsport na Silverstone, gdzie zajął 27 pozycję.
W 2007 roku wygrał jeden z wyścigów serii Elise Trophy w klasie A.
Donnelly pracuje jako dyrektor ds. rozwoju kierowców w zespole Comtec Racing, uczestniczącym w Formule Renault oraz World Series by Renault.

## Wyniki w Formule 1
| Legenda oznaczeń w tabelach wyników Wyświetl szablon na nowej stronie | Legenda oznaczeń w tabelach wyników Wyświetl szablon na nowej stronie                                                                     |
| Oznaczenie                                                            | Wyjaśnienie |
| --------------------------------------------------------------------- | --- |
| Złoty                                                                 | Zwycięzca lub mistrzostwo |
| Srebrny                                                               | 2. miejsce lub wicemistrzostwo |
| Brązowy                                                               | 3. miejsce lub II wicemistrzostwo |
| Zielony                                                               | Ukończył, punktował (w klasyfikacji generalnej, gdy zdobył co najmniej jeden punkt na przestrzeni sezonu, poza trzema powyższymi opcjami) |
| Niebieski                                                             | Ukończył, nie punktował (w klasyfikacji generalnej, gdy nie zdobył co najmniej jednego punktu na przestrzeni sezonu)                      |
| Czerwony                                                              | Nie zakwalifikował się (NZ) |
| Czerwony                                                              | Nie prekwalifikował się (NPK) |
| Różowy                                                                | Nie ukończył (NU) |
| Różowy                                                                | Niesklasyfikowany (NS) (w klasyfikacji generalnej, gdy nie został sklasyfikowany w żadnym wyścigu sezonu)                                 |
| Czarny                                                                | Zdyskwalifikowany (DK) |
| Czarny                                                                | Wykluczony (WYK/EX) |
| Biały                                                                 | Nie wystartował (NW) |
| Biały                                                                 | Kontuzjowany (K/INJ) |
| Biały                                                                 | Wyścig odwołany (OD/C) |
| Bez koloru                                                            | Został wycofany (WYC/WD) |
| Bez koloru                                                            | Nie przybył (NP/DNA) |
| Bez koloru                                                            | Nie brał udziału w treningach (NT/DNP) |
| Bez koloru                                                            | Nie został zgłoszony (–) |
| Pogrubienie                                                           | Start z pole position |
| Kursywa                                                               | Najszybsze okrążenie wyścigu |
| †                                                                     | Nie ukończył, ale jego rezultat został zaliczony ze względu na przejechanie więcej niż 90% dystansu wyścigu.                              |
| *                                                                     | Sezon w trakcie |
| 1/2/3                                                                 | Punktowana pozycja w sprincie kwalifikacyjnym                                                                                             |
| Lista systemów punktacji Formuły 1                                    | |

| Rok  | Zespół                          | Konstruktor | Silnik          | Wyniki w poszczególnych eliminacjach | Wyniki w poszczególnych eliminacjach | Wyniki w poszczególnych eliminacjach | Wyniki w poszczególnych eliminacjach | Wyniki w poszczególnych eliminacjach | Wyniki w poszczególnych eliminacjach | Wyniki w poszczególnych eliminacjach | Wyniki w poszczególnych eliminacjach | Wyniki w poszczególnych eliminacjach | Wyniki w poszczególnych eliminacjach | Wyniki w poszczególnych eliminacjach | Wyniki w poszczególnych eliminacjach | Wyniki w poszczególnych eliminacjach | Wyniki w poszczególnych eliminacjach | Wyniki w poszczególnych eliminacjach | Wyniki w poszczególnych eliminacjach | Msc. | Pkt. |
| ---- | ------------------------------- | ----------- | --------------- | ------------------------------------ | ------------------------------------ | ------------------------------------ | ------------------------------------ | ------------------------------------ | ------------------------------------ | ------------------------------------ | ------------------------------------ | ------------------------------------ | ------------------------------------ | ------------------------------------ | ------------------------------------ | ------------------------------------ | ------------------------------------ | ------------------------------------ | ------------------------------------ | ---- | ---- |
| 1989 | Arrows Grand Prix International | Arrows A11  | Ford V8         | BRA                                  | SMR                                  | MON                                  | MEX                                  | USA                                  | CAN                                  | FRA 12                               | GBR                                  | GER                                  | HUN                                  | BEL                                  | ITA                                  | POR                                  | ESP                                  | JAP                                  | AUS                                  | –    | 0    |
| 1990 | Camel Team Lotus                | Lotus 102   | Lamborghini V12 | USA NW                               | BRA NU                               | SMR 8                                | MON NU                               | CAN NU                               | MEX 8                                | FRA 12                               | GBR NU                               | GER NU                               | HUN 7                                | BEL 12                               | ITA NU                               | POR NU                               | ESP NW                               | JAP                                  | AUS                                  | –    | 0    |